# Бакинский государственный университет
Бакинский государственный университет (азерб. Bakı Dövlət Universiteti, БГУ, BDU), ранее — Азербайджанский государственный университет (Azərbaycan Dövlət Universiteti, АГУ, ADU), — высшее учебное заведение в Азербайджане. Входит в состав Ассоциации университетов Европы. В университете ежегодно получают образование 22 500 студентов. Количество преподавателей — 1300, из них 250 — доктора наук, профессора и 750 — кандидаты наук.

## История

### Создание и начальный период
19 июня 1919 года в газете «Азербайджан» был опубликован проект закона об учреждении в г. Баку государственного университета. Вопрос обсуждался на заседании парламента Азербайджанской Демократической Республики 21 августа 1919 года. Против открытия выступал Союз мусульманской трудовой интеллигенции, аргументируя это тем, что университет может стать центром русификации Азербайджана. Министр просвещения Рашид-хан Капланов выступил с речью о главенстве азербайджанской государственности и тюркской национальной культуры в деятельности университета. Он завершил речь словами:
«Мы, мусульмане, из уважения к святости места оставляем при входе в мечеть свою обувь. Я очень хотел бы, чтобы и к университету у нас было такое отношение, чтобы мы относились к нему, как к храму, и, думая о нём, отбросили совершенно в сторону всякие другие соображения, кроме тех, которые клонятся к созданию настоящего научного учреждения, ибо только при этом условии мы можем рассчитывать на осуществление всех тех надежд, которые возлагали на университет».
На заседании парламента Азербайджанской Демократической Республики 1 сентября 1919 года был принят закон об учреждении в Баку Государственного университета. Таким образом, создано новое учебное заведение на месте пересечения Европы и Азии. Университет был учреждён в составе 4-х факультетов (историко-филологического, физико-математического, юридического и медицинского). Первым ректором университета был избран известный хирург В. И. Разумовский.
Постановление правительства АДР от 8 сентября 1919 года:
Избранных университетской комиссией заслуженного профессора по кафедре оперативной хирургии В.И. Разумовского и профессора по кафедре патологической анатомии И.И. Широкогорова утвердить: первого — ректором, а второго — деканом медицинского факультета Бакинского государственного университета. Избранных той же комиссией заслуженного профессора по кафедре факультетской терапевтической клиники А.М. Левина и доцента по кафедре всеобщей истории Н.А. Дубровского допустить к исполнению обязанностей декана: первого — медицинского факультета, а второго — историко-филологического.
На 1920 год в университете действовали медицинский, естественный и историко-филологический факультеты.
На 1920/21 учебный год количество студентов составляло 1 530 человек. Из них на медицинском факультете — 530 человек, естественном факультете — 120 человек, историко-филологическом факультете — 880 человек.
В 1922 году открылось экономическое отделение, которое подготавливало студентов до 1930 года.

### Факультет востоковедения
Инициатором создания Восточного факультета явился Пантелеймон Крестович Жузе. 19 апреля 1921 года на заседании историко-филологического факультета университета он выступил с докладом о необходимости создания факультета. Был подан запрос в Главпрофобр Наркомпроса РСФСР.
30 марта 1922 года был открыт Восточный факультет. Факультет состоял из исторического и словесного отделения. На факультете действовало 22 кафедры. Восточный факультет издавал собственный журнал «Известия Восточного факультета».
С начала деятельности факультета на нём работали П. К. Жузе, А. Д. Гуляев, А. О Маковельский.
П. К. Жузе являлся профессором кафедры арабского языка и литературы, главой кафедры Истории народов Востока, преподавал в университете мусульманское право, исламоведение, мусульманскую философию.
Деканами восточного факультета являлись П. К. Жузе, Г. С. Губайдуллин.
В 1930-е годы на факультете читали лекции приглашённые специалисты, такие как И. И. Мещанинов (курс по истории Древнего Востока), Р. О. Шор (социология языка), Б. М. Данциг (экономическая география Ирана и Турции), Мехмед Фуад Кепрюлюзаде (история древнетюркской литературы), Ибрагим Асадович Уаруар (арабский язык), Саид-Низами Абдуррахманов (Исмиханов), С. Н. Абдуррахманов.
Также читали лекции А. А. Ромаскевич (ирановедение), Н. Я. Марр, В. А. Гурко-Кряжин (история Ближнего Востока), В. В. Бартольд, И. П. Петрушевский (курс по истории Средней Азии), А. Н. Самойлович (курс «Новейшие достижения в области изучения тюрко-татарских наречий»).
На факультете читали лекции А. З. Каради-Заде (история арабской литературы), М. Ибрагимов (история персидской литературы), А. Б. Ахвердов (история тюркской литературы), Г. Б. Шахтахтинский (русский язык), М. С. Халфина (этнология тюркских народов), А. С. Букшпан (история Ближнего Востока и тюркских народов), А. Субханвердиханов (Архивоведение), И. Ахундзаде (тюркский язык), Али Джабар Мирзоев (персидский язык), М. Мамедов, Г. Оруджалиев, Ю. Везиров, Ф. Шабанов, М. Байрамов.
В 1921 году из Ирана и в 1924 году из Турции было привезено более 2 000 книг и арабских и персидских рукописей для пополнения библиотеки университета. К концу 1920-х годов библиотека университета насчитывала более 1 тысячи томов сочинений по Среднему и Ближнему Востоку на восточных и европейских языках.
За несколько лет существования факультета выпущено 4 тома «Известий Восточного факультета».
В связи с ухудшением политики СССР в отношении востоковедения в 1928 году факультет был закрыт.
Позднее факультет был восстановлен. В 1957 году было открыто арабское отделение. На факультете преподавали Али Аскер Мамедов, М. А. Ализаде, Р. С. Султанов, Р. А. Рустамов, Г. Ш. Махмудов, М. Р. Махмудов, Ю. З. Ширвани.

### 1920-е — 1930-е
В 1924 году университету было присвоено наименование «Азербайджанский государственный университет». В 1929 году в состав университета входили 4 факультета.
В 1930 году Университет был преобразован в несколько самостоятельных институтов, в том числе Азербайджанский медицинский институт, Азербайджанский торгово-кооперативный институт.
В 1934 году университет был восстановлен как АГУ, ему было присвоено имя С. М. Кирова.
Ведущими педагогами в университете в 1920—1930-е годы являлись выдающиеся азербайджанские писатели Мухаммед-ага Шахтахтинский, Гамид-бек Шахтахтинский, Абдуррагим-бек Ахвердов, Таги Аббас оглы Шахбази, известный поэт, филолог и историк В. И. Иванов, известные востоковеды — профессор П. К. Жузе, профессор А. О. Мишель, историк и философ А. О. Маковельский, ботаник А. А. Гроссгейм, юрист — Агалар Сейфаддин оглы Керимов и другие видные ученые. В тот период по приглашению руководства университета в Баку для чтения лекций по своим специальностям приезжали Н. Я. Марр, В. В. Бартольд, А. Б. Селиханович, академик Академии восточных наук Фуад Кёпрюлю-Заде.

### Дальнейшая история
В годы Великой Отечественной войны, несмотря на отсутствие многих профессоров и педагогов, университет оставался передовым. В 1945 году учёные университета приняли активное участие в организации Академии наук Азербайджана.
С 1950 года на кафедре теоретической физики преподавал Абдулла Мухтаров, один из основателей школы теоретической физики в Азербайджане.
На основе Бакинского государственного университета были созданы большинство высших учебных заведений Республики, в том числе Азербайджанский государственный педагогический университет и другие.
50-летний юбилей университет встретил с 13 факультетами.

### XXI век
В октябре 2019 года Центральный банк Азербайджана выпустил юбилейную серебряную монету номиналом 5 манатов к 100-летию университета.
26 ноября 2019 года был торжественно отмечен 100-летний юбилей Бакинского государственного университета.
В марте 2024 года юридический факультет университета избран членом Европейской ассоциации юридических факультетов (ELFA).
Также в марте 2024 года университет избран членом Всемирной ассоциации промышленных и технологических исследовательских организаций (WAITRO).

## Общие сведения
Университет располагается в 4 корпусах. В состав университета входят выставочный центр, 5 музеев, библиотека.
В университете действует издательство для издания научных трудов, разной литературы. Издаётся газета «Бакинский Университет».
За весь период деятельности университет подготовил более 200 000 специалистов.
На 2023/24 учебный год в университете обучается 25 000 студентов. Численность профессорско-преподавательского состава составляет 1500 чел. Ежегодно университет выпускает 6 000 специалистов.
На июнь 2024 года университет обучает по 75 специальностям бакалавриата и 258 специализациям магистратуры.
В 2023/24 учебном году ВУЗ окончило более 5 000 студентов.
В октябре 2023 года БГУ присоединился к проекту IQAinAR программы Эразмус Плюс.
С 2020 по 2023 год научными работниками университета были опубликованы 1232 научные работы в журналах, индексируемых в международной базе данных Web of Science.

## Структура
В университете действует 121 кафедра, включая кафедры естественных и гуманитарных наук, 37 научно-исследовательских и научных лабораторий, где трудятся 200 научных сотрудников, кафедра азербайджанского языка и литературы, кафедра генетики.
В состав университета входят НИИ прикладной математики, НИИ физических проблем.
При университете действует лаборатория наноисследований Центра совершенства по исследованиям, развитию и инновациям.

## Факультеты
На сентябрь 2023 года действуют следующие факультеты:
- Механико-математический факультет
- Факультет прикладной математики и кибернетики
- Физический факультет
- Химический факультет
- Биологический факультет
- Факультет экологии и почвоведения
- Географический факультет
- Геологический факультет
- Филологический факультет
- Исторический факультет
- Факультет международных отношений и экономики
- Юридический факультет
- Факультет журналистики
- Факультет библиотековедения-информации
- Факультет востоковедения
- Факультет социальных наук и психологии
- Факультет теологии

## Деятельность

### Химический факультет
В 2023 году сотрудниками химического факультета БГУ опубликовано 175 научных статей, в том числе 101 статья в индексируемых журналах. Проведены две республиканские научные конференции. Семь научных достижений факультета включены в важные достижения НАНА. Алекпер Гусейнзаде удостоен звания «Молодой ученый года».
С 2024/25 учебного года на факультете откроется специализация «Экспертиза и маркетинг пищевых продуктов». Обучение по специализации будет проводиться в рамках магистратуры. 

### Факультет журналистики
5 апреля 2024 года на факультете журналистики университета открылась студия NewsLab телевидения ARB 24. Студия будет способствовать обучению студентов факультета. В студии будут совершенствоваться навыки подготовки новостей, монтажа изображений и видео, улучшение культуры речи. Кроме того, из студии планируются прямые трансляции учёных БГУ.

### Юридический факультет
С 2024/25 учебного года на магистратуре факультета откроется специализация «Культурное право».

## Научная деятельность
На апрель 2024 года индекс Хирша университета составил 62. Среднее количество ссылок на каждую работу составило 7,81.
Учёными БГУ в журналах, включенных в базу данных Web of Science, опубликовано 4298 научных работ. Данные работы процитированы более 33 000 раз.
В 2023 году учёными университета опубликовано в журналах базы данных Web of Science 277 работ. Их них к 124 статьям предоставлен свободный доступ. В 2023 году в журналах категорий Q1 и Q2 опубликована 101 статья.

## Рейтинги
В 2014 году агентство «Эксперт РА» присвоило вузу рейтинговый класс «D», означающий «приемлемый уровень» подготовки выпускников.
Включён в рейтинг QS World University Rankings 2024 в категории 1001—1200.
ВУЗ является единственным из ВУЗов Азербайджана, представленным в рейтинге URAP.

### 2023
В рейтинге QS Europe 2023 университет занял 90 место в Европе по соотношению преподавателей и студентов. В рейтинге QS Western Asia 2023 университет занял 19 место. ВУЗ занял 2 место в Азербайджане по соотношению научных статей по факультетам.

### 2024
В 2024 году в рейтинге URAP ВУЗ занял 2090 позицию.

## Международное сотрудничество
9 декабря 2023 года Бакинский государственный университет, Центр языкового образования и сотрудничества Министерства образования КНР и Аньхойский университет подписали соглашение о совместной программе бакалавриата «Международное обучение китайскому языку». По этой программе студенты БГУ будут проходить обучение китайскому языку в Аньхойском университете. По окончании обучения предусмотрено вручение дипломов двух университетов.
В декабре 2023 года университет также подписал меморандум с университетом Тунцзи (Шанхай), согласно которому предусмотрен обмен студентами, стажировки докторантов, научных сотрудников, интеграция в сфере фундаментальных наук.
26 декабря 2023 года между БГУ и Гранадским университетом подписано соглашение о сотрудничестве. По соглашению планируется обмен опытом в научно-технической сфере, обмен студентами, административными и академическими кадрами.
Осуществляется сотрудничество с Сивасским Республиканским университетом (Турция) в рамках программы «Erasmus+ KA 171». Планируется внедрение программы двойного диплома по физике между Сивасским университетом и БГУ.
С университетом Карлов (Чехия) осуществляется сотрудничество в области биологии по программе «Erasmus+ KA 171».
6 февраля 2024 года подписано соглашение с университетом Мугла Сыткы Кочман (Турция), в рамках которого по программе Erasmus будет проводиться обмен бакалаврами, магистрами, докторантами, исследователями, академическим персоналом.
В мае 2024 года подписаны соглашения о сотрудничестве с университетом Цукубы и университетом Кумамото (Япония).